# Baronía de Oñate

Barón de Oñate, es un título nobiliario español, de Aragón, creado el 16 de junio de 1794 por el rey Carlos IV de España para Baltasar de Oñate y Durán, natural de Teruel, miembro del Consejo de S.M., Alcalde del Crimen Honorario de la Real Audiencia de Sevilla, además de Corregidor y Justicia Mayor de la ciudad de Jaén (1791-1797). Fue Regidor Perpetuo de Teruel y Diputado por dicha ciudad en las Cortes de 1789.

## Titulares
- Baltasar de Oñate y Durán, I Barón de Oñate. Casado Joaquina López de Oñate, natural de Gea de Albarracín. Con una hija que le sucede en el título.

- Manuela de Oñate y López Durán (+1843, Jaén), II Baronesa de Oñate. Contrajo primeras nupcias en 1793 en Jaén con Manuel Uribe y Buenache, Caballero pensionado de la Real y Distinguida Orden de Carlos III, Caballero Veinte y Cuatro Perpetuo de la Ciudad de Jaén, y Diputado a Cortes por Jaén, con el no dejó descendencia. En segundas nupcias casó con Antonio de Torres de Navarra y Torres de Navarra , capitán retirado, natural de Jaén. Le sucede su hijo.

- Antonio María de Torres y Oñate, III Barón de Oñate. Nacido en la ciudad de Jaén en 1804. Fue regidor en dicha ciudad. Casado con Dolores Carrillo del Río, natural de Jaén. Con sucesión, aunque ésta no hereda el título, siendo suprimido el 24 de noviembre de 1875.

## Nota
- Datos: Q16536183